# Salmo 92
Il salmo 92 (91 secondo la numerazione greca) costituisce il novantaduesimo capitolo del Libro dei salmi.